# Esteban Salvatore
Esteban Gabriel Salvatore (Sargento Cabral, Provincia de Santa Fe, Argentina; 26 de abril de 1982) es un futbolista argentino. Juega como arquero y su primer equipo fue Unión de Santa Fe. Actualmente es presidente del Club Cañada Rica en la localidad con el mismo nombre en el departamento Constitución,Santa Fe

## Clubes
| Club                           | País      | Año       |
| ------------------------------ | --------- | --------- |
| Unión de Santa Fe              | Argentina | 2003      |
| Atlético Paraná                | Argentina | 2004      |
| Atlético Policial de Catamarca | Argentina | 2004-2005 |
| San Martín de Tucumán          | Argentina | 2005-2009 |
| Douglas Haig de Pergamino      | Argentina | 2009-2010 |
| Sportivo Patria de Formosa     | Argentina | 2010-2011 |
| Atlético Policial de Catamarca | Argentina | 2011-2014 |
| Central Norte de Salta         | Argentina | 2015      |
| Sportivo Rivadavia (VT)        | Argentina | 2016      |
| Studebaker de Villa Cañás      | Argentina | 2017      |
| Olimpia de Santa Teresita      | Argentina | 2018-?    |

## Palmarés

### Campeonatos nacionales
| Título             | Club                  | País      | Año  |
| ------------------ | --------------------- | --------- | ---- |
| Primera B Nacional | San Martín de Tucumán | Argentina | 2008 |